# Silay City
Silay City liegt in der Provinz Negros Occidental im Nordosten der Insel Negros. Sie ist eine Stadt der zweiten Einkommensklasse in den Philippinen. Das Wappen der Stadt setzt sich folgendermaßen zusammen: Die sechzehn Sterne symbolisieren die sechzehn Barangays der Stadt. Im Zentrum des Wappens befindet sich eine Zuckermühle und symbolisiert die wichtigste ansässige Industrie, die Zuckerpflanze und der Fisch symbolisieren die wichtigsten Lebensgrundlagen der Bevölkerung von Silay City. Der Kansilay Baum und die Santan Blume sind die offiziellen Pflanzen von Silay City und verweisen auf den Gründungsmythos um die Prinzessin Kansilay. Die Stadt besitzt sogar ein offizielles Stadtlied: das "Martsa Sang Silaynon" Lied.

## Geographie
Die Stadt grenzt im Westen an die Guimaras-Straße, die Negros und die Insel Panay trennen. Im Norden grenzt Silay City an das Territorium der Gemeinde Enrique B. Magalona, im Osten begrenzen das Marapara Gebirge mit der mächtigen Erscheinung des Vulkans Silay das Stadtgebiet. Im Süden grenzt Silay City an das Gebiet Talisay City, diese trennt sie von der 14 km entfernten Provinzhauptstadt von Negros Occidental Bacolod City.

## Flächennutzung
Die Flächennutzung der Stadt und seines Verwaltungsgebietes wird wie folgt angegeben
Wohnbebauung: 624,5 Hektar
Handel: 59,80 Hektar
Industrie: 91,70 Hektar
Landwirtschaft: 2.838,704 Hektar
Waldbestand: 17.865,00 Hektar
Die Grundfläche der Stadt wird mit 214,80 km² angegeben.

## Sehenswürdigkeiten
Die San Diego Pro-Cathedral ist die einzige Prokathedrale außerhalb Metro Manilas auf den Philippinen. Sie wurde 1920 erbaut und entworfen von dem italienischen Architekten Antonio Bernasconi.
Die Dampflokomotiven der Hawaiian Philippines Co., auch bekannt als eiserne Dinosaurier, sind die ältesten erhaltenen Lokomotiven auf den Philippinen. Sie dienten früher hauptsächlich zum Transport des Zuckerrohrs.
In dem Bernardino-Jalandoni Haus ist ein Museum untergebracht. Die Architektur des Hauses gilt als ein Paradebeispiel für die Architektur Anfang des 20. Jahrhunderts auf den Philippinen.
In dem Hofileña Ancestral Haus werden unter anderem Kunstwerke zeitgenössischer Künstler aus den Philippinen ausgestellt. Die Kunstwerke gehören zur Sammlung von Ramon H. Hofileña.
Der Stadtpark von Silay City wurde 1951 eröffnet, er gilt als eine der schönsten Parkanlagen auf den Philippinen.
Der Friendship Shrine ist eine Gedenkstätte zur Erinnerung an die Opfer des Zweiten Weltkrieges.
Der Cinco de Noviembre Marker ist eine Gedenkstätte zur Erinnerung an die Revolution vom 5. November 1898 gegen die spanische Kolonialherrschaft, die in Silay City ohne Blutvergießen stattfand.
Das Patag Valley liegt ca. 38 km vom Stadtzentrum entfernt, in ihm kann man die Überreste der Hinterlassenschaften der kaiserlichen japanischen Armee besichtigen, wozu auch mehrere Tunnelanlagen gehören. In der Patag Tourist Zone können Besucher die Schwefelquellen nutzen und die beeindruckende Landschaft genießen, zu der auch mehrere Wasserfälle, große Felskliffe und die beeindruckende Flora und Fauna gehören.
Der Mangrovenwald an der Küste ist ein geschützter Naturpark.

## Barangays
| - Barangay I - Barangay II - Barangay III - Barangay IV - Barangay V - Hawaiian - Bagtic - Balaring | - E.Lopez - Guimbala-On - Guinhalaran - Kapitan Ramon - Lantad - Mambulac - Patag - Rizal |

## Quelle

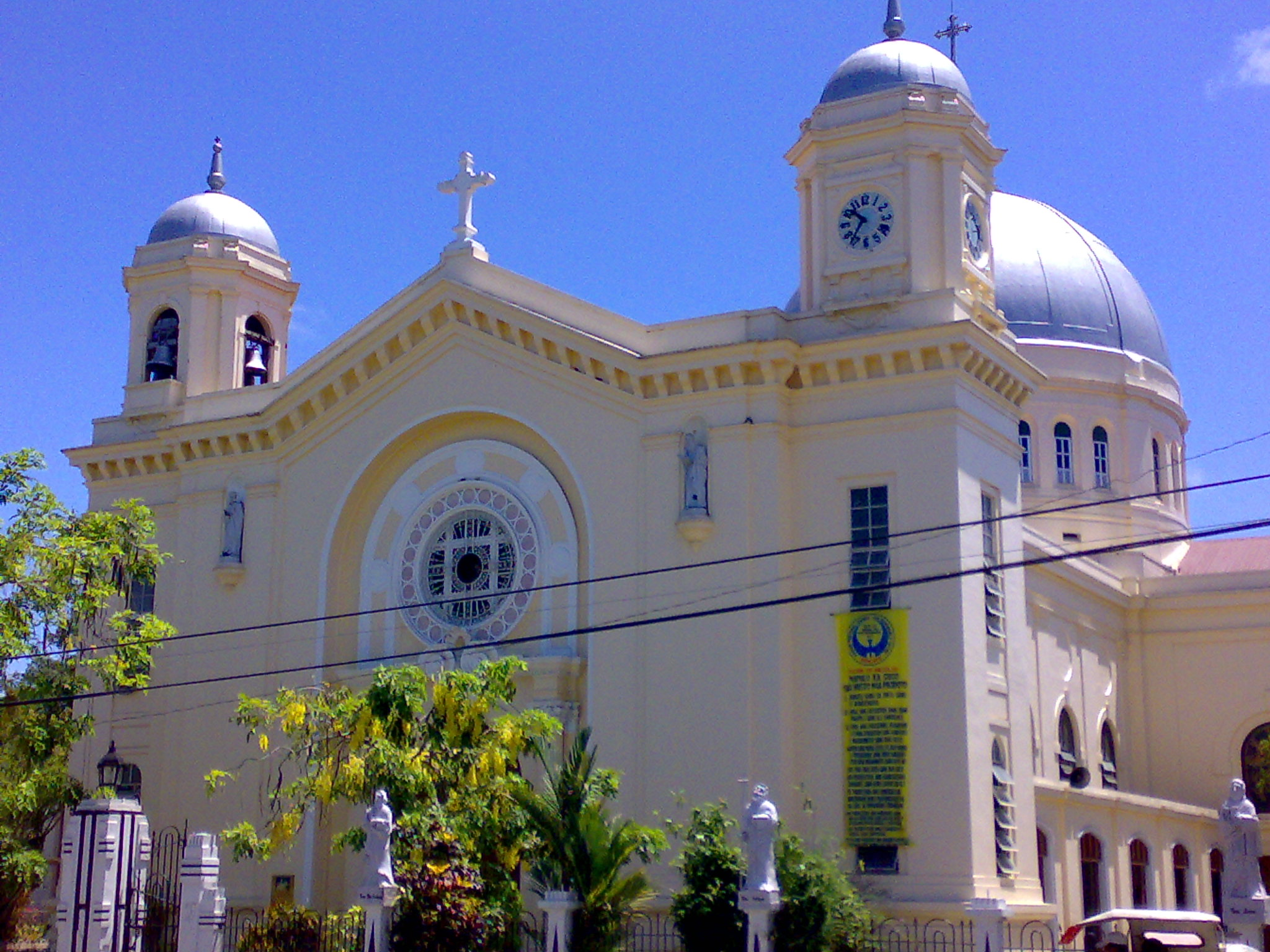
Die San Diego Kathedrale in Silay City

- Offizielle Website von Silay City